# Han Kook-young
Han Kook-Young (Seoul, 19 april 1990) is een Zuid-Koreaans voetballer die bij voorkeur als middenvelder speelt. Hij tekende in 2017 bij Gangwon FC, dat uitkomt in de K League Classic.

## Clubcarrière
Han tekende in 2010 een contract bij Shonan Bellmare. Bij de club speelde hij meer dan 100 wedstrijden. In 2013 stond hij in de belangstelling van onder meer SC Freiburg, Celtic FC en Club Brugge. In 2014 maakte hij de overstap naar het Japanse Kashiwa Reysol, waar hij oud-ploeggenoot Kim Chang-soo tegenkwam. Datzelfde jaar vertrok hij echter nog bij de club om aan de slag te gaan bij Qatar SC. In het seizoen 2015/16 degradeerde Quatar SC uit de hoogste divisie. Han daalde niet met Quatar SC af, maar tekende in juli 2016 een contract tot medio 2019 bij Al-Gharafa, de nummer 9 van het voorgaande seizoen in de Qatari League.
In 2017 vertrok Han naar Japan om aan de slag te gaan bij Gangwon FC, dat het voorgaande seizoen promoveerde naar de K League Classic.

## Interlandcarrière
Han nam in 2007 met Zuid-Korea onder 17 deel aan het WK onder 17. In de groepsfase werd het land al uitgeschakeld.
In 2011 werd Han door coach Hong Myung-bo voor het eerst opgeroepen voor Zuid-Korea onder 23. De Olympische Zomerspelen van 2012 moest hij echter laten schieten als gevolg van een blessure. Jung Woo-young was zijn vervanger.
Han zat bij de selectie van Zuid-Korea voor het WK 2014. Hij speelde alle drie de groepswedstrijden mee waarin Zuid-Korea met één punt als laatste eindigde.
In mei 2014 werd bekend dat Han bij de Zuid-Koreaanse selectie zat voor het aankomende Aziatisch kampioenschap voetbal. Zuid-Korea werd tweede nadat in de finale Australië te sterk bleek.

## Erelijst
| Aziatisch kampioenschap voetbal | Zilver | 2015 |